# Mchuluka
Mchuluka ist ein Verwaltungsbezirk (Ward) des Distrikts Tunduru in der tansanischen Region Ruvuma.

## Geografie
Mchuluka liegt im Süden von Tansania etwa 10 Kilometer Luftlinie östlich der Distrikthauptstadt Tunduru.  Der Bezirk grenzt im Norden an Sisi Kwa Sisi, im Osten an Ligoma, im Süden an Tuwemacho und im Westen an Mchangani. Bei der Volkszählung 2022 lebten 3638 Menschen in 1069 Haushalten auf einer Fläche von 58 Quadratkilometern.

## Gliederung
Der Bezirk besteht aus drei Gemeinden (Mtaa) mit 35 Orten (Kitongoji):
| Mchuluka - Mchangani Juu - Mchangani Chini - Mlandizi Juu - Mlandizi Chini - Jembe Juu - Jembe Chini - Mhavile Juu - Mhavile Kati - Mkavile Chini - Chang’ombe Juu - Chang’ombe Chini - Shuleni - Chaleta - Mtitimo - Mbuyuni | Mwongozo - Mkajanga - Ngapa - Michugwa - Muungano - Chilambaga - Township - Sungusungu - Mchangani - Mlandizi - Mgalagala - Mkwajuni - Mzalendo | Mkanyageni - Msufini A - Msufini B - Sungusungu - Mchangani - Mlandizi - Minazini - Kongo A - Kongo B |

## Wirtschaft und Infrastruktur
- Gesundheit: Im Bezirk gibt es eine öffentliche Apotheke.[8]

## Persönlichkeiten
- Iddi Issa Ndenje (* 1972), Tingatinga-Maler[9]